# José Vicente Mestre i Chust
José Vicente Mestre i Chust (Barcelona, 18 d'abril de 1967 - 5 de juliol de 2020) va ser un filòsof i assagista català. Professor de filosofia a l'escola Sagrada Família d'Horta, i també a la Universitat Oberta de Catalunya (UOC). En els seus llibres ha treballat principalment el tema dels drets humans i la seva legitimació filosòfica, i de manera especial l'Holocaust. Col·laborador durant vint-i-tres anys amb Amnistia Internacional, en l'àmbit de l'educació en drets humans. El seu últim llibre, El Mayor de los silencios, era una novel·la.

## Llibres publicats
Ha publicat diversos assajos sobre drets humans, filosofia i política:
- 2006: Els Drets Humans, Ed. UOC[4]
- 2007: La necesidad de la educación en derechos humanos, Ed UOC[4]
- 2011: Preguntas de Filosofía, Ed Bohodón[5]
- 2012: Nazismo y Holocausto, Editorial Carena[3]
- 2014: La Refundació de la Democràcia, Editorial Carena[3]
- 2015: Violacions dels Drets Humans, Ed. UOC[4]
- 2016: Más allá de lo imposible, Editorial Txalaparta[6]
- 2017: El Mayor de los silencios. Editorial Carena[3]